# Liparis de Loesel
Liparis loeselii
 (février 2023).
Si vous disposez d'ouvrages ou d'articles de référence ou si vous connaissez des sites web de qualité traitant du thème abordé ici, merci de compléter l'article en donnant les références utiles à sa vérifiabilité et en les liant à la section « Notes et références ».
Espèce
Statut CITES
Le Liparis de Loesel (Liparis loeselii) est une espèce de plantes à fleurs de la famille des Orchidaceae. C'est une orchidée terrestre eurasienne et nord-américaine se développant dans les prés tourbeux et des bas-marais calcicoles. Elle est très menacée en France et en forte régression dans toute l'Europe. Elle fait l'objet d'un plan national d'actions en France,.

## Description

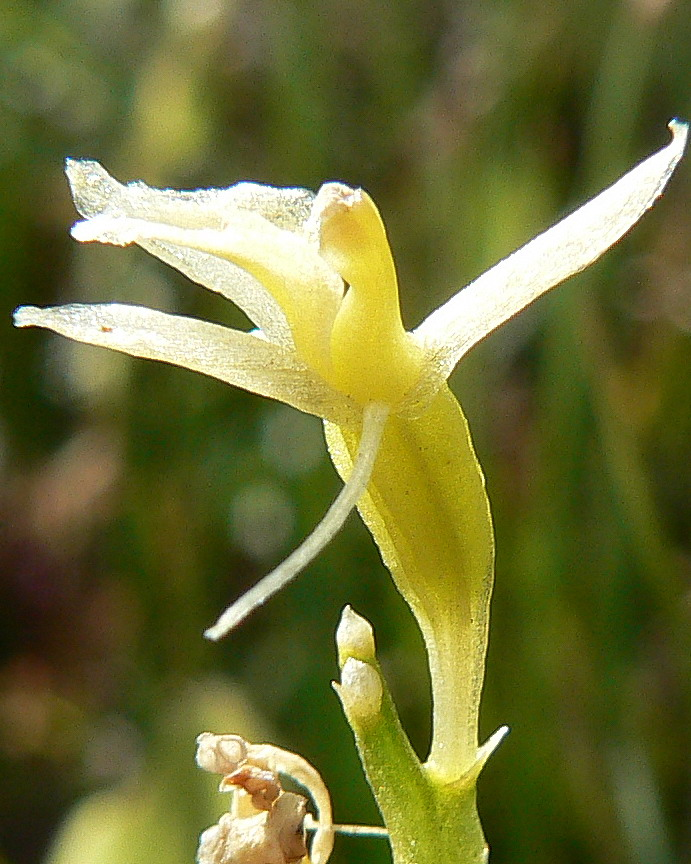
Fleur en macrophotographie.

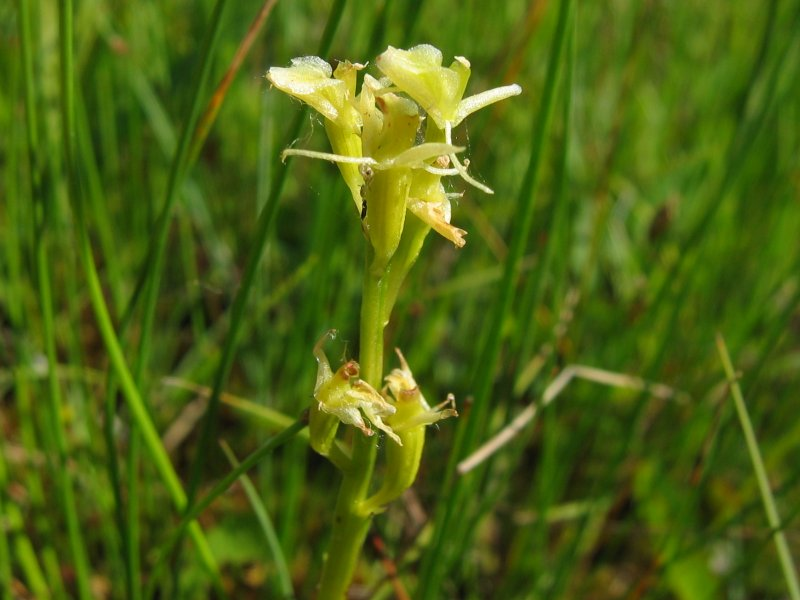
Hampe florale en macrophotographie.

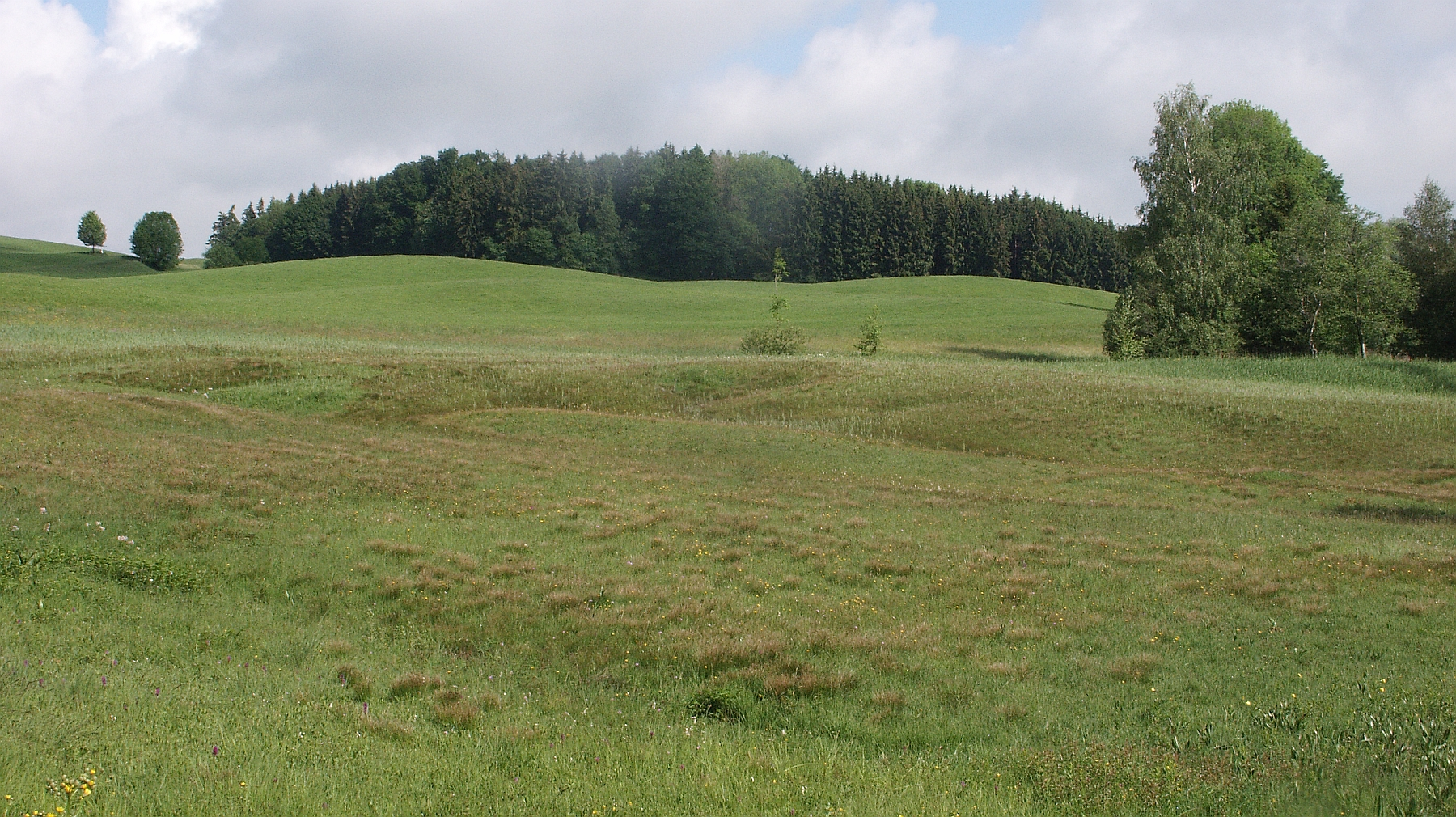
Exemple d'habitat : Primulo-Schoenetum ferruginei.

Le genre Liparis est constitué d’environ 300 espèces dont une seule est présente en Europe : Liparis loeselii, une espèce d’orchidée en déclin. C’est une petite plante herbacée vivace hémicryptophyte, oligotrophe, rhizomateuse, grêle, entièrement verte et haute de 6 à 25 cm. Elle présente deux feuilles basales subopposées qui sont oblongues elliptiques à ovales elliptiques, d’aspect luisant entourant des pseudobulbes écailleux. C’est d’ailleurs cette caractéristique qui a donné le nom du genre Liparis qui provient du grec liparos signifiant luisant. C’est une plante hémicryptophyte (plante dont les bourgeons se maintiennent au ras du sol). La tige, anguleuse au sommet, se termine par un épi court de petites fleurs vert-jaunâtre. L’inflorescence est lâche et porte 2 à 15 parfois 18 fleurs tournées vers le haut. La floraison se déroule fin mai à début juillet.
Les pétales et les sépales sont situés dans un plan horizontal et forment de fins tubes. L’ovaire est vertical, un peu contourné, long de 6 mm, muni d’un pédicelle court.
Deux variétés sont connues, se distinguant par la forme de leurs feuilles :
- Variété loeselii (L.) L.C.M. Rich : les feuilles sont oblongues elliptiques, aiguës au sommet et sont en moyenne cinq fois plus longues que larges ;
- Variété ovata Riddelsd. ex Godf : les feuilles sont ovales elliptiques, obtuses au sommet et sont en moyenne deux fois plus longues que larges.

Des recherches actuelles sont menées au sein de l’équipe 1 du laboratoire GEPV de Lille 1 afin de délimiter génétiquement ces deux variétés. En effet, il semble y avoir une différence génétique entre les populations des dunes et des marais.
Il est possible, qu'il s'agisse d'un début de spéciation par séparation écologique (adaptation au milieu) de ces deux écotypes. Une étude génétique (PILLON et al., 2007) ayant porté sur des populations du Nord-Pas-de-Calais, de Bretagne et de Grande-Bretagne, a mis en évidence des regroupements de génotypes par milieu écologique plutôt que par localisation géographique, qui semble correspondre aux variétés décrites.

## Systématique
- Embranchement : Spermatophytes
- Sous-Embranchement : Angiospermes
- Classe : Liliopsidés (Monocotylédones)
- Ordre : Orchidales
- Famille : Orchidaceae
- Sous-Famille : Epidendroïdes
- Genre : Liparis
- Espèce : loeselii
- Variétés : loeselii (L.) L.C.M. Rich et ovata Riddelsdell ex Godf.

## Étymologie et histoire
C'est Carl von LINNÉ qui décrit "Ophrys loeseliien" en 1753, dans le « Species Plantarum », antérieurement décrite comme [Ophris diphyllos bulbosa] par Johannes Loesel [Loeselius] (médecin anatomiste et Professeur de botanique vivant en Prusse orientale au XVIIe siècle). Une nouvelle édition de la flore de la Prusse de J. LOESEL et J. GOTTSCHED [Flora prussica], posthume, publiée en 1703 par J. GOTTSCHED (1668-1704) reproduit cette première description.

Le spécimen type qui a servi à la première description par Linné est encore conservé dans l' herbier Linné du British Museum.
Le genre Liparis a été créé plus tard, en 1817, par Louis Claude Marie Richard dans  « De Orchideis europaeis annotationes ». Le nom de Liparis vient du grec liparos, en référence à l’aspect gras et luisant des feuilles.

### Mode de reproduction
La biologie de reproduction de cette espèce est mal connue. Les avis des différents auteurs divergent sur le mode de reproduction pratiqué par Liparis loeselii : autofécondation ou pollinisation par les insectes.
Mais les seules expériences scientifiques menées concernent l’autofécondation et fortifient ainsi cette hypothèse - les fleurs sont tournées vers le haut permettant aux gouttes de pluie tombantes de faciliter le glissement des pollinies vers le stigmate (Catling, 1980); la couleur jaune-verdâtre des fleurs et la non-présence de nectar n’attire pas les insectes – en plus aucun insecte visitant le Liparis loeselii n’a été observé, d’après les expériences de Kirchner, en 1922.
Le mode principal de reproduction chez cette variété est la multiplication végétative, se produisant par un rhizome horizontal qui se développe à la base du pseudobulbe, ou par production de petits pseudobulbes sur celui de l’année antérieure (Aboucaya et al. 2001).

### Cycle de vie
Le Liparis de Loesel est une orchidée à développement printanier et estival. En hiver, le pseudobulbe persiste à l’état de repos, posé à même le sol, parfois à peine ancré par les restes des racines dévitalisées. Ainsi libéré de son ancrage, le pseudobulbe peut alors, poussé par le vent, se déplacer à la surface des mares.
À partir du mois de mai, une nouvelle pousse, parfois accompagnée de pousses secondaires, se développe  à la base du pseudobulbe en formation. Rapidement, deux feuilles subopposées naissent, au centre desquelles apparaît la hampe florale rudimentaire alors que les feuilles ne sont pas encore totalement épanouies.
Vers la mi-juin, la plante est à son plein développement. Les fleurs se succèdent sur la hampe florale de bas en haut. À cette période, un léger renflement apparaît, annonçant le prochain pseudobulbe. Il acquiert son plein développement lorsque les fruits sont mûrs. La maturation des capsules paraît lente. Jusqu’en septembre et parfois plus tard on peut observer des tiges portant des capsules vertes bien fermées. La hampe fructifiée se dessèche au cours de l’automne, les graines pouvant alors s’échapper par des fentes longitudinales.
La dissémination des semences est très étalée dans le temps et il n’est pas rare d’observer jusqu’en février des capsules desséchées contenant encore de nombreuses semences viables. Les feuilles disparaissent dès le mois d’octobre.

### Écologie générale
Liparis loeselii est une espèce trouvant son optimum dans des communautés végétales herbacées hydrophiles dont la structure est relativement ouverte, rase et clairsemée.
Le Liparis s’insère généralement en situation pionnière à faible concurrence interspécifique (Corillon & Guerlesquin), ou post-pionnière derrière des végétations des sols très inondés et mal affermis (tremblant de tourbière).
Sans que l'on sache encore s'il s'agit d'une symbiose ou d'une association fonctionnelle, le Liparis de Loesel semble apprécier la présence d'un tapis de mousses tel qu'il s'en développe naturellement dans les bas-marais (DUVAL & RICHARD, 1985…).
Son enracinement est alors très superficiel (évoquant celui d'orchidées épiphytes poussant sur des arbres moussus).
Au printemps il est alors à peine fixé, son ancien système racinaire s'étant décomposé en hiver, et le nouveau n'étant pas encore formé.  Les mousses qui l'accompagnent sont par exemple Fissidens adianthoides Hedw., Campylium stellatum (Hedw.) J. Lange & Jens, Drepanocladus aduncus (Hedw.) Warnst., Bryum pseudotriquetrum (Hedw.) Schwaegr., Scorpidium scorpidioides (Hedw.) Limpr., Riccardia pinguis (L.) Dum., Calliergon giganteum (Schimp.) Kindb. Dans les pannes dunaires, Calliergonella cuspidata (Hedw.) Loeske est très fréquent.
La plante ne semble pas dans le nord de la France gênée par ce gainage muscinal, mais pour des individus adulte, elle semble parfois l'être quand le tapis de mousse est trop épais, selon des observations faites dans des pannes dunaires au Royaume-Uni .
On la rencontre dans les étages collinéen et montagnard entre le niveau de la mer et 950 m d’altitude. C’est une espèce inféodée aux zones humides, s’adaptant essentiellement à deux types de milieux principaux : les tourbières basses alcalines (sol histique) et les dépressions humides arrière-dunaires (sols sableux hydromorphes).
C’est une espèce de milieux oligotrophes qui apparaît essentiellement dans des types de végétations pauvres en éléments nutritifs. Elle disparaît dès que la végétation s’élève ou que le substrat s’assèche.

## Répartition de l’espèce
C'est une espèce circumboréale, eurasiatique, subocéanique-préalpine.
En Amérique du Nord, elle apparaît fréquemment dans la partie orientale des États-Unis (région des Grands Lacs) et surtout au Canada.
En Asie elle pénètre jusqu’en Sibérie occidentale. En Europe, sa distribution s’étend de la chaîne alpine jusqu’aux Carpates, et des îles Britanniques à la Russie.
En France le Liparis de Loesel est connu actuellement de 13 régions (Nord-Pas-de-Calais, Picardie, Haute-Ardenne, Lorraine, Franche-Comté, Rhône-Alpes, Aquitaine, Poitou-Charentes, Bretagne et Corse). Mais si l’on considère les données historiques, le chiffre s’élève à 19 (disparition des régions Bourgogne, Limousin, Île-de-France, Provence-Alpes-Côte d'Azur, Alsace et Centre-Val de Loire).
Dans la région Nord/Pas-de-Calais, Picardie, Haute-Normandie, le Liparis est présent exclusivement dans les départements du Pas-de-Calais (constituant l’un des noyaux les plus importants des populations françaises du Liparis), du Nord, de la Somme et de la Seine-Maritime.

## Les menaces
Le Nord-Pas-de-Calais constitue avec les régions Rhône-Alpes et Bretagne, le bastion européen du Liparis de Loesel. Complètement éradiqué de l’intérieur des terres à la suite de la pollution des eaux et à l’eutrophisation des sols, il ne se maintient de façon satisfaisante que dans les dépressions de quelques massifs dunaires du Pas-de-Calais, localement dans de rares marais arrière-littoraux et exceptionnellement dans l’arrière pays.

La fixation des dunes et leur embroussaillement généralisé constituent aujourd’hui la principale menace (disparition des habitats pionniers). Dans les marais arrière-littoraux, la création de plan d’eau au détriment des bas-marais porte des atteintes graves à son habitat. Autres menaces constatées sur les stations de Liparis sont la rudéralisation, décharges sauvages (dépôts de gravats et d’ordures) ainsi que l’ensablement des pannes.
La plupart des populations (56 % des effectifs du Nord/Pas-de-Calais) ne sont pas protégées. Des mesures de conservation ainsi que des opérations de gestion et de restauration sont cependant en cours sur plusieurs sites.

## Statut de protection
Selon la Directive européenne Habitat 92-93 du 21/05/92, cette espèce est inscrite à l’Annexe II (concernant les espèces animales et végétales d’intérêts communautaire dont la conservation nécessite la désignation des zones spéciales de conservation), et à l’Annexe IV (concernant les espèces nécessitant une protection stricte). De plus le Liparis est protégé en France (arrêté du 20 janvier 1982 modifié par l’Arrêté du 31 août 1995).
Quant aux habitats abritant le Liparis, ils sont inscrits à l’Annexe I de la directive européenne sous les intitulés :
- Dépression dunaires intradunales (code CORINE 16-31 à 16-35) ;
- Eaux oligotrophes de l’espace médio-européen et préalpine avec végétation annuelle à Littorelles ou Isoètes ou végétation annuelle des rives exondées (Code CORINE 22-12x22-31 et 22-12x22-32) ;
- Tourbières basses alcalines (code CORINE 54-2) ;
- Marais neutro-alcalin à Cladium mariscus et/ou Carex davalliana (code CORINE 53-3) ;
- Tourbières de transition et tremblants (code CORINE 54-5).

### Plan d'action, gestion restauratoire
Le plan d'action français comprend trois volets :
1. ) « Synthèse des connaissances : exigences biologiques et écologiques propres à l’espèce, causes du déclin et bilan des actions menées jusqu’à présent » ;
2. ) « Besoins et enjeux de la conservation de l’espèce et proposition d’une stratégie à long terme » ;
3. ) « Actions de conservation à mener (en termes d’étude, de protection, de communication) et modalités de mise en œuvre ».